# استفان بلاف
استفان بلاف (آلمانی: Stefan Bellof؛ زادهٔ ۲۰ نوامبر ۱۹۵۷ در گیسن، درگذشتهٔ ۱ سپتامبر ۱۹۸۵ در پیست اسپا-فرانکورشان، لیژ) رانندهٔ مسابقات اتومبیل‌رانی اهل آلمان بود که از فصل ۱۹۸۴ تا ۱۹۸۵ در مجموع در ۲۲ گراند پری از مسابقات جهانی فرمول یک شرکت کرد.
او در طول دوران فعالیت خود در فرمول یک ۴ امتیاز را به نام خود به‌ثبت رساند.
بلاف در ۱ سپتامبر ۱۹۸۵ بر اثر تصادف رانندگی در یک مسابقهٔ استقامتی ۱۰۰۰ کیلومتری در پیست اسپا-فرانکورشان، لیژ درگذشت.